# Hřiště (Přibyslav)
Hřiště (pl., německy Spieldorf) jsou malá vesnice, část města Přibyslav v okrese Havlíčkův Brod. Nachází se asi 3 km severovýchodě od Přibyslavi. V roce 2011 zde žilo 81 obyvatel. První zmínka pochází z roku 1502 pod názvem „Chřiště“ náležící i s jinými vesnicemi k zámku v Polné. Západně od obce bylo v roce 1932 postaveno letiště Přibyslav. Bylo zbudované jako pomocné letiště pro vojenské dvouplošníky na lince Praha–Brno–Bratislava–Záhřeb.

## Název
Název Hřiště je v Čechách i na Moravě jedinečný. Na Přibyslavsku se v běžné mluvě používaly tvary „Hříště“, „Říště“, „Vejhřiště“, „Kříště“ nebo „Chříště“. Samotný název údajně souvisí s nedalekým hradem Ronovem a zdejším místem, kde se měly konávat rytířské hry. Proto ves dostala svůj nynější název „Hřiště“.

## Historie
První písemná zmínka pochází z roku 1502, kdy je poprvé v listinách zmiňována ves „Chřiště“ náležící i s jinými vesnicemi k zámku v Polné.
Za druhé světové války byl 2. října 1944 protektorátními četníky v místním hostinci zastřelen odbojář generál Luža. Západně od obce se nachází letiště. Vznik zdejšího letiště schválila městská rada v roce 1930 a dostavěno bylo v létě roku 1932. Bylo zbudované jako pomocné letiště pro vojenské dvouplošníky na lince Praha–Brno–Bratislava–Záhřeb.

## Obyvatelstvo

### Struktura
Vývoj počtu obyvatel za část obce Hřiště uvádí tabulka níže.
| Rok    | Rok      | 1869 | 1880 | 1890 | 1900 | 1910 | 1921 | 1930 | 1950 | 1961 | 1970 | 1980 | 1991 | 2001 | 2011 |
| ------ | -------- | ---- | ---- | ---- | ---- | ---- | ---- | ---- | ---- | ---- | ---- | ---- | ---- | ---- | ---- |
| Hřiště | obyvatel | 215  | 357  | 181  | 242  | 185  | 377  | 176  | 465  | 150  | 121  | 107  | 100  | 93   | 81   |
| Hřiště | domů     | 26   | 43   | 27   | 28   | 27   | 28   | 32   | 66   | 37   | 35   | 32   | 35   | 36   | 32   |

## Fotogalerie

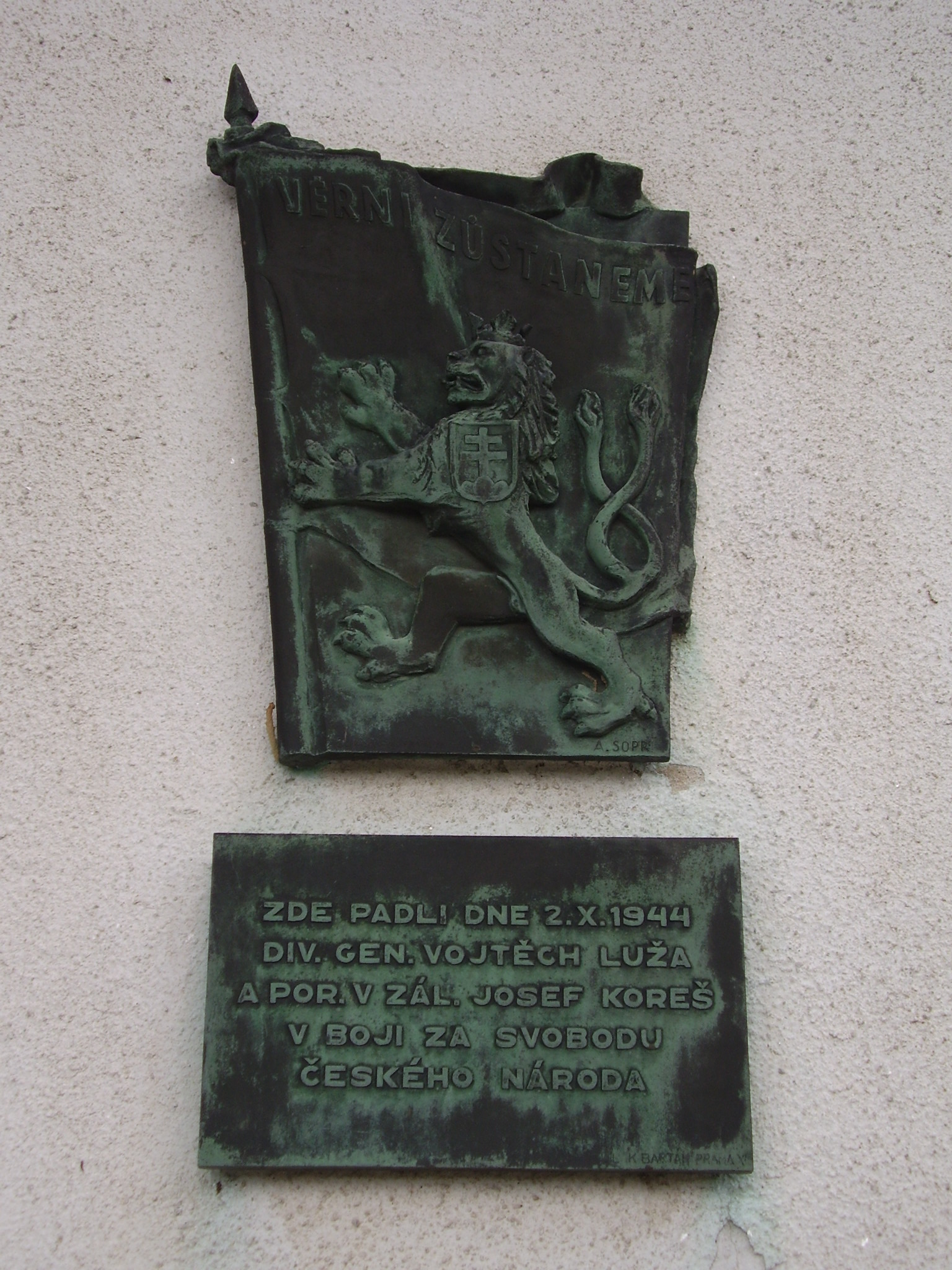
Pamětní deska Luža Koreš
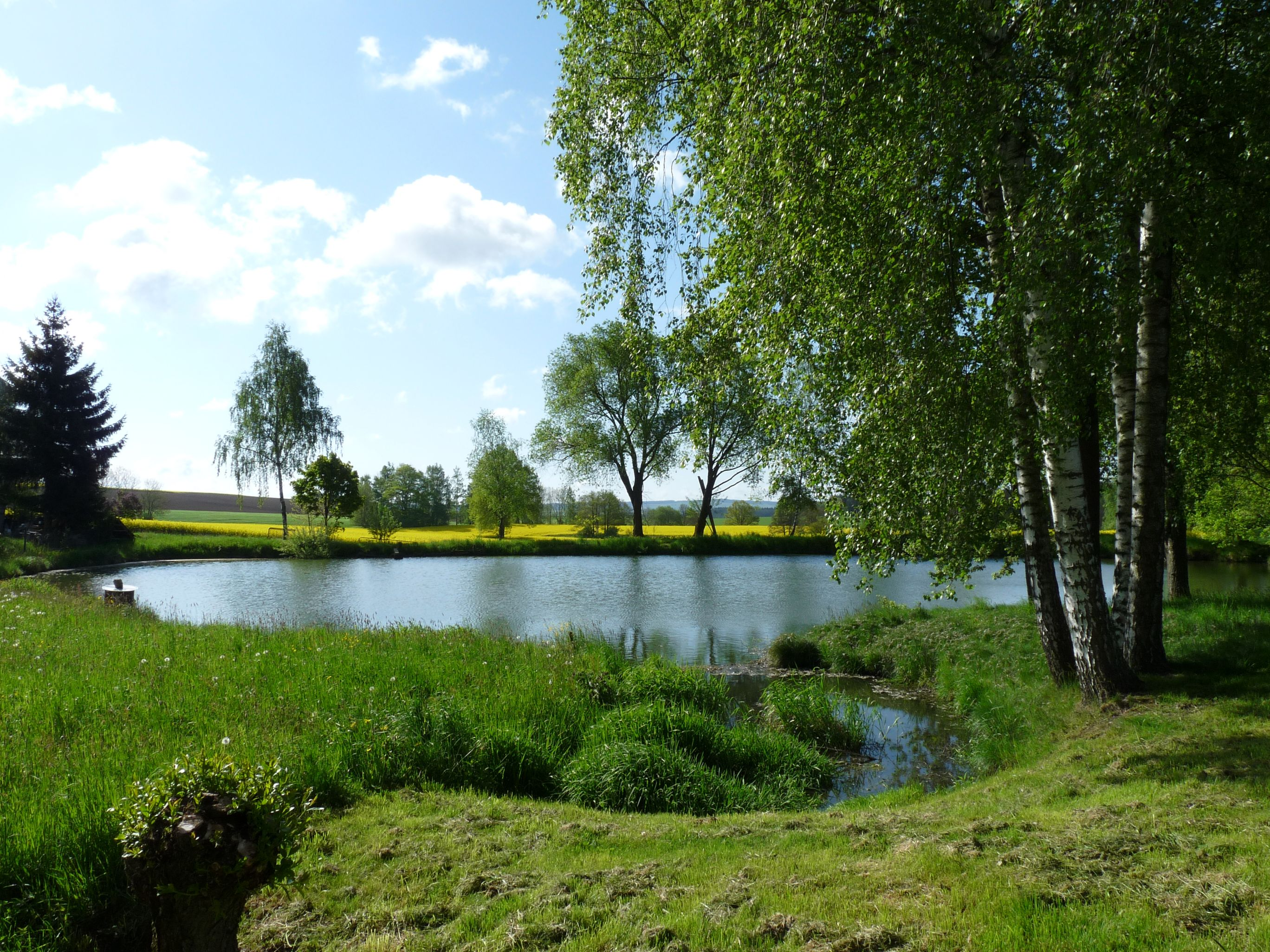
Rybník
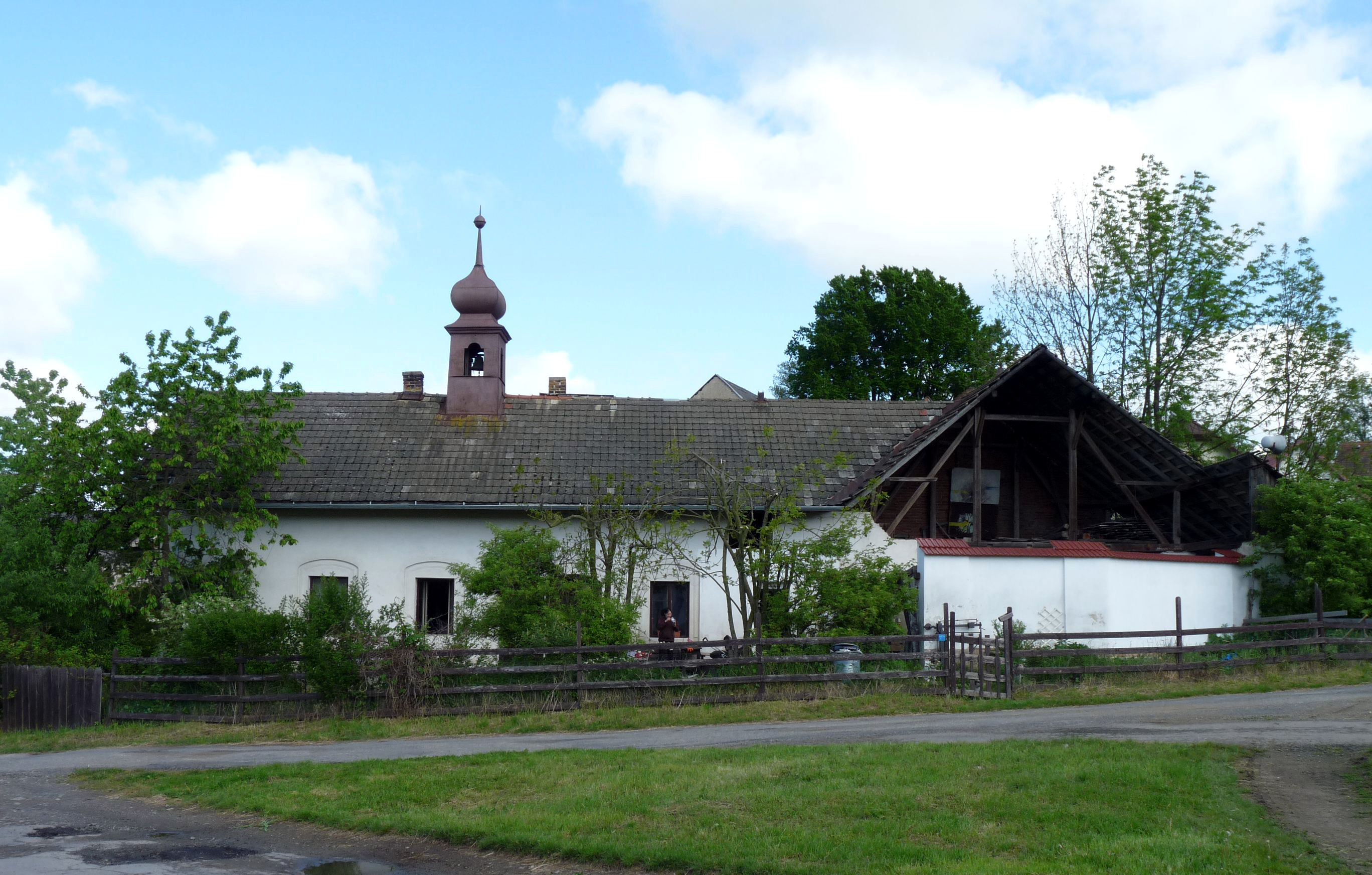
Dům čp. 16
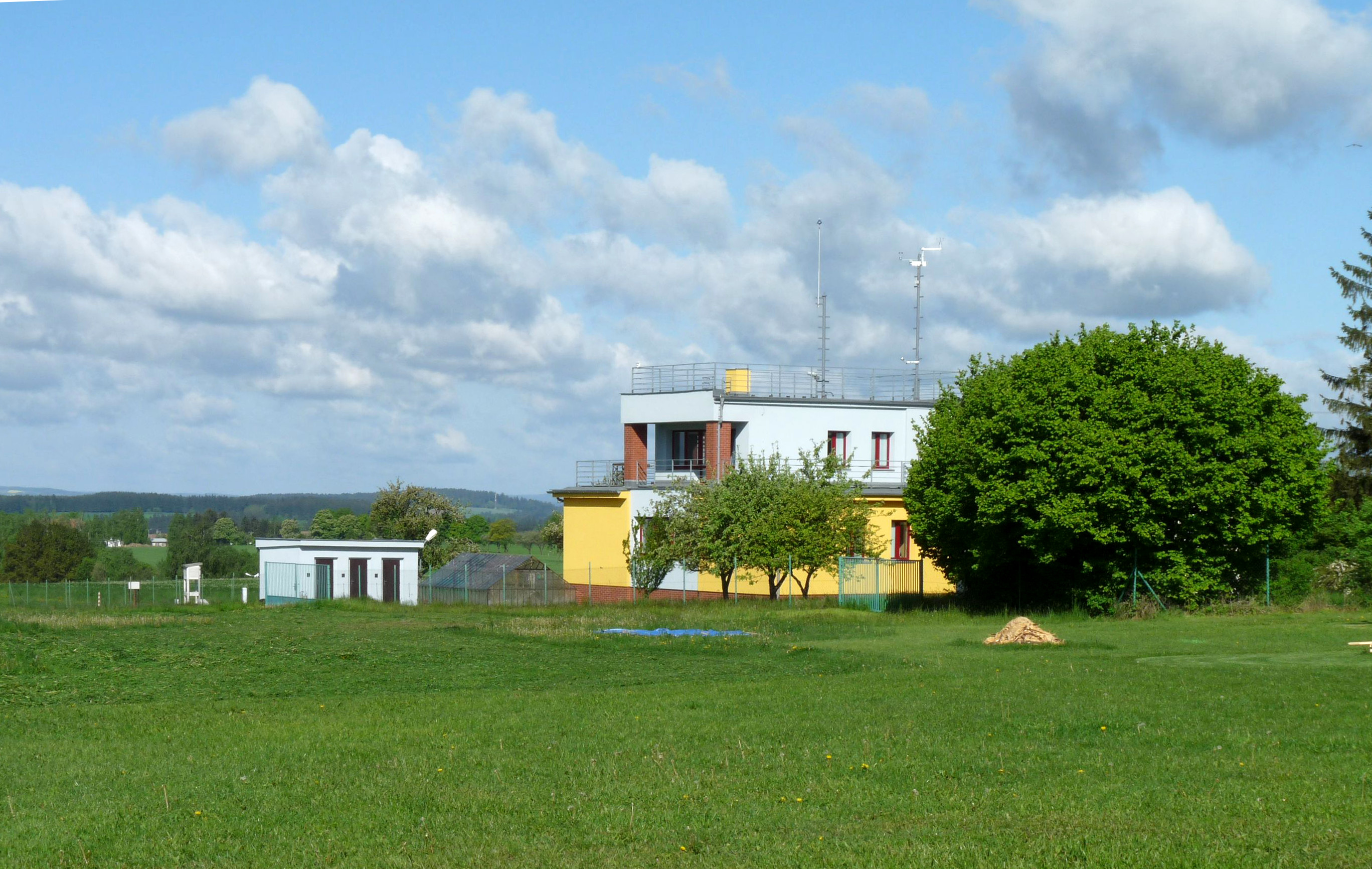
Profesionální meteorologická stanice ČHMÚ

## Osobnosti
- František Němec (1882–1918) – český sochař